# Johan Gijsbert Verstolk van Soelen
Johan Gijsbert baron Verstolk, heer van Soelen en den Aldenhaag (Rotterdam, 16 maart 1776 – Zoelen, 3 november 1845) was een Nederlands politicus. Hij vervulde diverse verschillende politieke functies tussen 1810 en 1841 onder diverse regimes. Verstolk was tussen 1825 en 1841 Minister van Buitenlandse Zaken onder koning Willem I en Willem II.

## Familie
Joan Gijsbert Verstolk van Soelen, lid van de familie Verstolk, was een zoon van Aert Johan Verstolk, heer van Soelen en Aldenhaag (1745-1786), handelaar in meekrap, schepen van Rotterdam, en Maria Elisabeth Hoffman (1751-1830). Zijn vader kocht in 1775 het kasteel Soelen dat hij erfde. Hij bleef ongehuwd en na zijn overlijden ging onder andere kasteel Soelen over naar de kinderen van zijn zus: Sophia Frederica Verstolk (1773-1839), die in 1802 getrouwd was met Wilhelm Christian Völcker (1769-1822), koopman te Amsterdam en lid van de familie Völcker.

## Biografie

### Studie
Verstolk studeerde recht aan de Georg-August-Universität Göttingen waar hij college kreeg van onder meer Georg Friedrich von Martens. Hij vervolgde zijn studie aan de Universiteit van Kiel waar hij staats- en volkenrecht studeerde.

### Gewestelijk bestuurder
Per ingang van het jaar 1810 verkreeg Verstolk de positie van landdrost van het Departement Gelderland. Bij aanvang van de Inlijving in 1810 wisselde hij van departement met Regnerus Livius van Andringa de Kempenaer die van Friesland naar Gelderland (departement Boven-IJssel) vertrok.
Verstolk steunde de ideeën van het Napoleontische bestuur, maar was wel voorstander van een gematigde benadering. Hij was dan ook in staat om te navigeren tussen wat de centrale staat nodig had en de noden van zijn departement. Verstolk werd dan ook niet gehaat door de plaatselijke bevolking, noch kreeg hij reprimandes van bovenaf. Tijdens zijn periode als prefect werkte Verstolk goed samen met het Franse leger en aarzelde hij niet om de gendarmerie in te roepen om onrust neer te slaan. Bij de komst van de Russische kozakken tijdens de Omwenteling van 1813 legde Verstolk op 18 november 1813 zijn functie als prefect neer.

### Diplomaat
Na de Franse tijd diende Verstolk van Soelen eerst als commissaris-generaal in de Zuid-Nederlandse gewesten. Zo was hij commissaris-generaal van de departementen Nedermaas, Wouden en Ourthe. Vervolgens benoemde Willem I der Nederlanden Verstolk tot zijn gezant in Sint-Petersburg. Deze functie zou hij tot 1823 vervullen. In 1820 vertegenwoordigde Verstolk zijn land bij het Congres van Troppau en betuigde hij de Nederlandse onschuld bij de Russische en Oostenrijkse diplomaten vanwege de snelle erkenning van Nederland van het nieuwe regime in Napels.

### Minister
Op 1 december 1825 stelde Willem I Verstolk aan als interim Minister van Buitenlandse Zaken. Deze benoeming werd op 26 maart 1826 definitief gemaakt. Vanuit deze functie schreef hij een omvangrijk rapport over de internationale positie van het Verenigd Koninkrijk der Nederlanden waarin hij zich uitsprak voor een actieve onafhankelijkheidspolitiek dat het land moest voeren en afstand moest nemen van de Quadruple Alliantie die de Europese politiek beheerste.

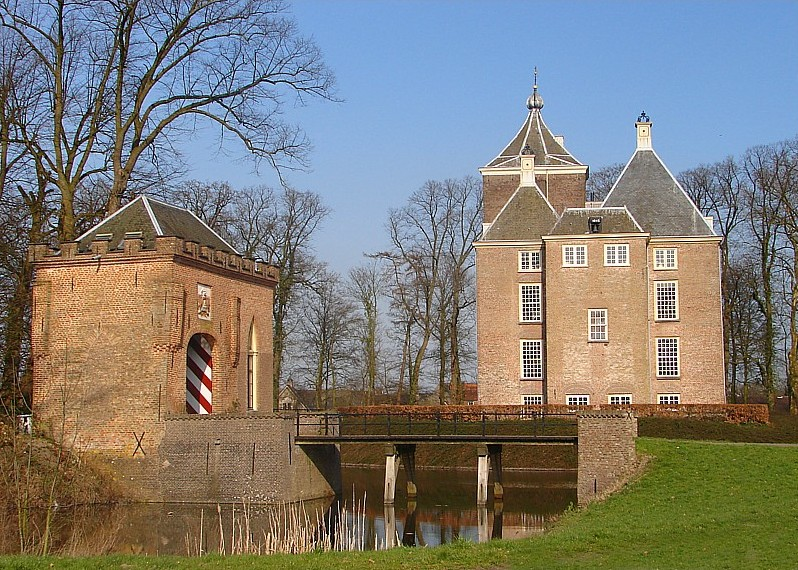
Kasteel Soelen

Verstolk bleef na de abdicatie van Willem I aan als minister onder Willem II, maar nadat de koning terugkwam op een beslissing aangaande de deelname van Luxemburg aan de Duitse Zollverein besloot hij zijn functie neer te leggen. Hij woonde in Den Haag in het paleisje (later koninklijk paleis) aan het Lange Voorhout en op kasteel Soelen.
- Biografisch Portaal: 08236421
- Digitale Bibliotheek voor de Nederlandse Letteren: vers060
- Gemeinsame Normdatei: 11745205X
- International Standard Name Identifier: 0000 0000 1389 8359
- Library of Congress Control Number: nr2002001407
- Nederlandse Thesaurus van Auteursnamen: 070041423
- Parlement.com: vg09llsykfqh
- RKD-Nederlands Instituut voor Kunstgeschiedenis: 441350
- Système universitaire de documentation: 202444759
- Union List of Artist Names: 500327600
- Virtual International Authority File: 40156127
- WorldCat: E39PBJtcHVHjGGfwHWGBmYdvpP